# Света Параскева (Стража)
Вижте пояснителната страница за други значения на Света Параскева.
„Света Параскева“ е православна църква в село Стража. Тя е на територията на Търговищка духовна околия, Варненска и Великопреславска епархия на Българската православна църква. Храмът е действащ само на големи религиозни празници.

## История
Църквата е построена през 1923 година.